# 라라라♪클래식
라라라♪클래식(ららら♪クラシック)은 NHK 교육 텔레비전에서 방영되었던 클래식 프로그램이다.

## 기획의도
가수 겸 배우 타카하시 가츠노리가 클래식 음악의 매력을 즐겁게 그리고 알기 쉽게 전합니다. 조금 흥미는 있지만 왠지 어려운 것 같아서 그렇게 생각하고 발걸음을 떼지 못하는 당신 이 프로에서 음악 문을 열어 보실래요?

## 방송시간
- 2011년 12월 25일 파일럿 방송
  - 밤 9시 ~ 10시(60분)

- 2012년 4월 1일 ~ 2013년 3월 31일
  - 매주 일요일 밤 9시 ~ 10시(60분)

- 2013년 4월 6일 ~ 2017년 4월 1일
  - 매주 토요일 밤 9시 30분 ~ 10시(30분)
  - 매주 월요일과 목요일 오전 10시 25분 ~ 55분(30분)(재방송)

- 2017년 4월 7일 ~ 2021년 3월 26일
  - 매주 금요일 밤 9시 30분 ~ 10시(30분)
  - 매주 목요일 오전 10시 25분 ~ 55분(30분)(재방송)

## 역대 진행자
- 다카하시 가츠요리(高橋克典) 일본의 가수 겸 배우: 2017년 4월 7일 - 2021년 3월 26일）

## 역대 아나운서
- 우시다 마유(牛田茉友) NHK 아나운서(2017년 4월 7일 - 2019년 3월 29일)
- 이시바시 아사(石橋亜紗) NHK 아나운서(2019년 4월 ~ 2021년 3월 26일)